# 王祚遠
王祚遠，字無近，贵州普安卫（今贵州省盘县）籍，应天府句容县人，晚明官员，同進士出身。

## 生平
萬歷四十一年（1613年）癸丑科進士，三甲一百十三名，选为庶吉士。授翰林院檢討，充经筵讲官，天启中歴官右赞善、左諭德、国子监祭酒、詹事府少詹事兼翰林院侍读学士充日讲官。崇禎即位，升礼部右侍郎兼翰林院侍读学士、协理詹事府事掌院事，吏部左侍郎，至吏部尚書。明熹宗授通议大夫。